# Gilles van den Eynde

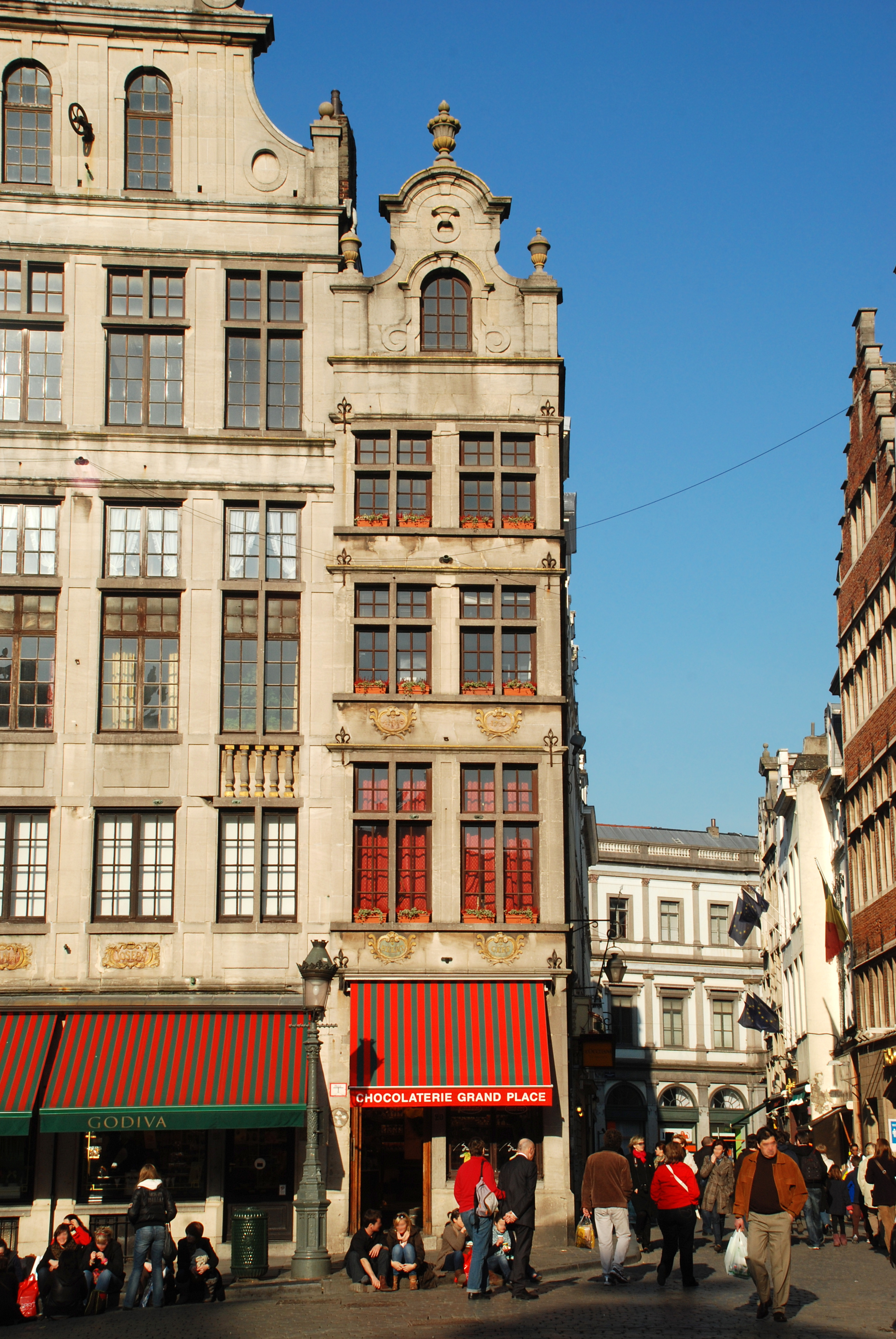
Maison du Cerf sur la Grand-Place de Bruxelles.

Gilles van den Eynde, tailleur de pierre et architecte, fut un important membre de la Corporation des Quatre Couronnés à Bruxelles : conseiller de la ville de Bruxelles jusqu'à sa mort, il fut remplacé le 8 novembre 1723 par le sculpteur Pierre van Dievoet.

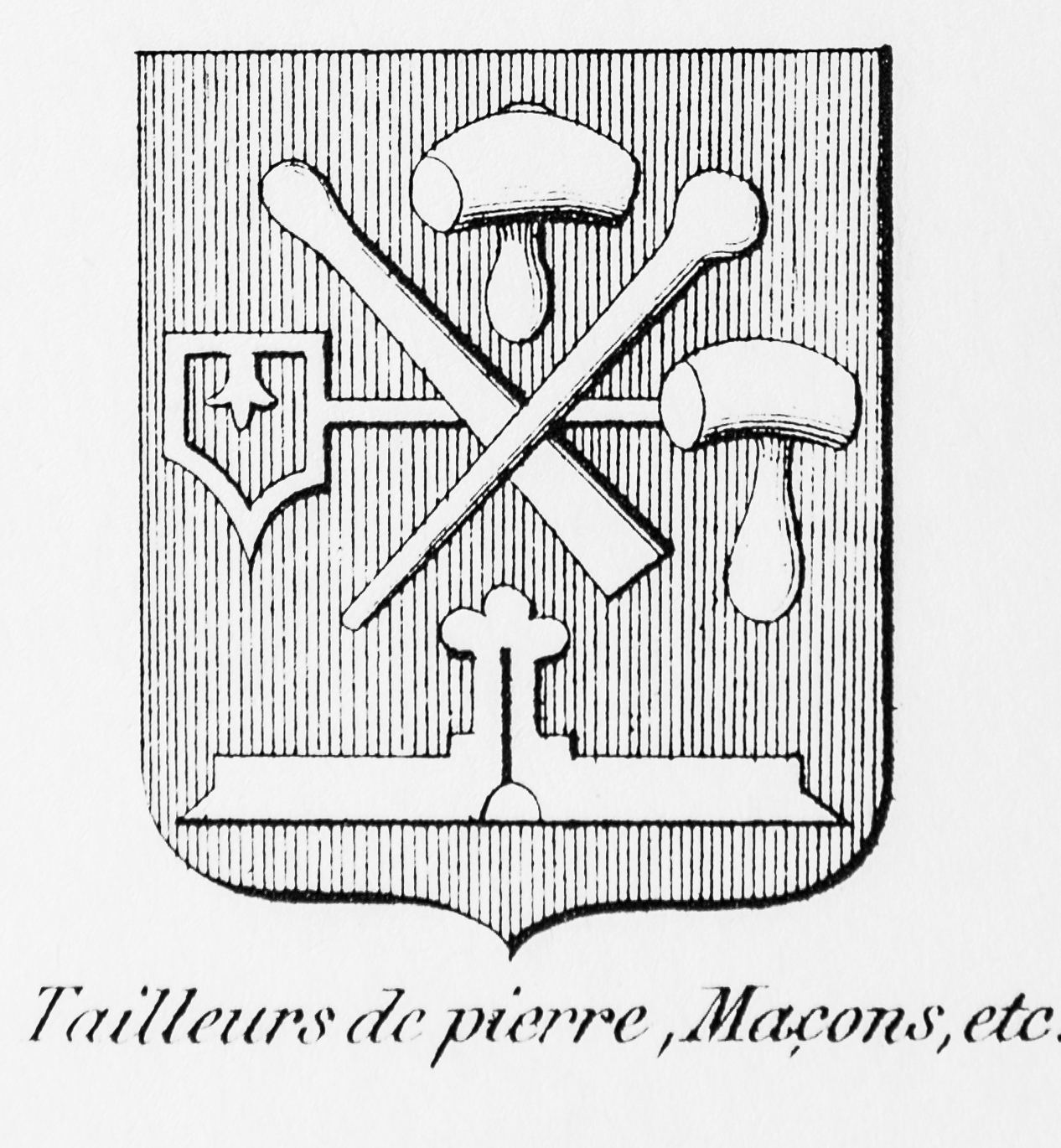
Blason du métier des Quatre Couronnés (tailleurs de pierre, maçons, sculpteurs et ardoisiers).

Il contribua à la reconstruction de la nouvelle Grand-Place de Bruxelles (Pays-Bas espagnols) en 1695.
Il était le propriétaire de la « Maison du Cerf », sur la Grand-Place, dont l'archiviste Guillaume Des Marez lui attribue également la conception.
À la suite des troubles survenus à Bruxelles en mai 1700, Gilles Vanden Eynde fut condamné, avec onze autres bourgeois, à l'exil par l'arrêt du Conseil du Brabant du 28 mai 1700 qui condamna aussi à mort deux bourgeois, Arnould t'Kint, brasseur et Marc Duvivier, orfèvre. Mais ils furent amnistiés quelques jours plus tard par une lettre d'amnistie du roi transmise par le marquis de Bedmar.